# Onyx dimorphus
Onyx dimorphus är en rundmaskart som beskrevs av Gerlach 1963. Onyx dimorphus ingår i släktet Onyx och familjen Desmodoridae. Inga underarter finns listade i Catalogue of Life.